# Dieter Noack

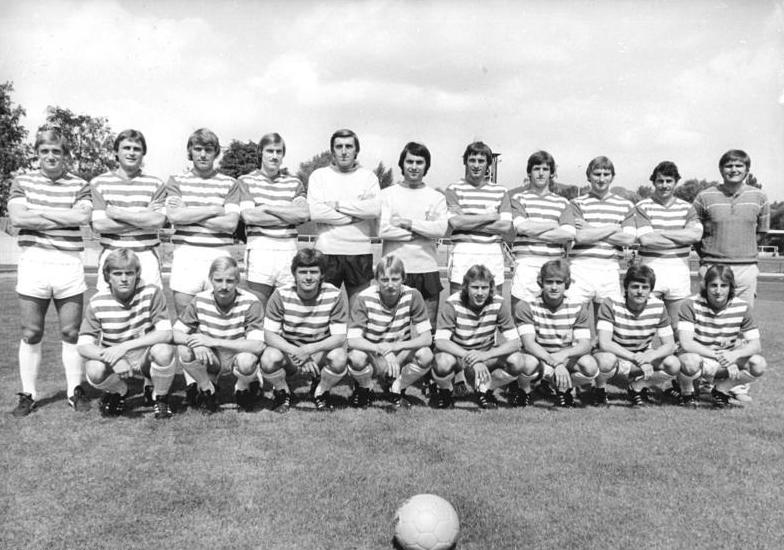
Dieter Noack (vordere Reihe, fünfter von rechts) mit FC Carl Zeiss Jena im Jahr 1978

Dieter Noack (* 7. Oktober 1956) ist ein ehemaliger deutscher Fußballspieler. Von 1975 bis 1980 spielte er in der DDR-Oberliga, der höchsten Spielklasse im DDR-Fußball, für den FC Carl Zeiss Jena. Noack war auch DDR-Nachwuchsnationalspieler.

## Sportliche Laufbahn
Mit knapp zehn Jahren begann Dieter Noack 1966 in der Kindermannschaft des FC Carl Zeiss Jena (FCC) organisiert Fußball zu spielen. 1975 bestritt er seine ersten Punktspiele im Männerbereich. In der DDR-Liga-Mannschaft von FC Carl Zeiss II wurde er mit 18 Einsätzen bei 22 ausgetragenen Punktspielen bereits Stammspieler, während er in der Oberligamannschaft zwischen dem 7. und 24. Spieltag nur in fünf Meisterschaftsspielen aufgeboten wurde, dabei nur einmal von Beginn an. In seinem zweiten Oberligaspiel erzielte er bei der Begegnung FCC – Hallescher FC (2:0) sein einziges Oberligator. In den beiden folgenden Spielzeiten 1976/77 und 1977/78 gehörte der 1,78 m große Noack als Verteidiger zur Stammelf der Jenaer. In den 52 ausgetragenen Oberligapunktspielen wurde er 36-mal eingesetzt. Im April 1978 bestritt er zwei Länderspiele mit der DDR-Nachwuchsnationalmannschaft. In der Saison 1978/79 absolvierte Noack bis zum 17. Spieltag fünfzehn Oberligaspiele, konnte danach aber wegen einer Knieverletzung nicht mehr eingesetzt werden. Diese Verletzung läutete bereits das Ende seiner Karriere im Spitzenfußball ein, denn in den anschließenden Spielzeiten 1979/80 und 1980/81 kam er nur zwei- bzw. dreimal in Oberligaspielen zum Einsatz. Sein letztes Spiel in der Oberliga bestritt Noack am 29. November 1980 am letzten Spieltag der Hinrunde 1980/81 beim Heimspiel des FCC gegen den BFC Dynamo (2:2) für die Dauer von 60 Minuten. Damit war er innerhalb von sechs Spielzeiten auf 61 Oberligaspiele gekommen. Im August 1981 meldete der FC Carl Zeiss Jena, dass Dieter Noack seine leistungssportliche Laufbahn beendet habe.
Seine Fußballerlaufbahn setzte Noack in der zweitklassigen DDR-Liga fort, wo er sich zur Saison 1981/82 der Betriebssportgemeinschaft (BSG) Chemie Ilmenau anschloss. Dort war er bis 1990 aktiv und bestritt 135 Zweitligaspiele (17 Tore), unterbrochen durch drei abstiegsbedingte Spielzeiten in der Bezirksliga.
Anschließend trainierte er verschiedene unterklassige Vereine in Unterfranken, u. a. den Würzburger FV und den 1. FC Kirchheim.